# Turn It Up! (musikalbum)
Turn It Up! är The Sinners tredje album utgivet november 1991. Inspelad i Music-A-Matic, Göteborg. "I Wanna Love You" och "Love Injection" släpptes som singlar. 
Skivan blev nominerad till en Grammis för bästa Rockalbum, men vann inte. På skivan medverkade även Thåström och medlemmar ifrån Sator på körsång.
Videon till "I Wanna Love You" , regisserad av Dan Zethraeus, vann pris som bästa video på Angered Bild-Festival. I videon medverkade även sångerskan Anette Lindwall från Landskrona och Lundaprofilen Folke "Spuling" Lindh.

## Låtlista
1. Save Me - 3:49
2. Gotta Go - 2:55
3. Hurricane Shuffle - 3:04
4. Making Love - 6:47
5. Love Injection - 4:23
6. Need You So Bad - 3:33
7. Turn It Up! - 4:37
8. I Wanna Love You - 4:14
9. Feeling Fine - 4:02
10. Waiting - 2:54
11. Pull The String - 1:59
12. Rocket Of Love - 4:56

Producerad av Michael Ilbert. 
Alla låtar skrivna av M.Sellers, S.Köhler, D.Sellers, förutom 3, där även Ola Främby varit med.

## Musiker
- Sven Köhler - Sång
- Michael Sellers - Gitarr, Munspel
- David Sellers - Bas
- Henki Van Den Born - Gitarr
- Kiddie Manzini - Trummor
- Kent Norberg - Kör
- Thåström - Kör på 1
- Chips Kiesby - Kör på 1
- Michael Ilbert - Piano på 4
- Eva Axelsson, Katarina Milton, Peter Hallström - Kör på 5
- Anders Möller - Piano på 5
- Jan Fredriksson, Sven Fridolfsson - Saxofon på 7,12
- Erik Fridolfsson, Lennart Grahn - Trumpet på 7,12
- Klas Einald - Trombon på 7,12
- Annette Lindwall - Sång på 8